# Григорий Кюстендилски
Григорий (на гръцки: Γρηγόριος) е гръцки духовник, велешки архиепископ и кюстендилски митрополит на Вселенската патриаршия.

## Биография
През септември 1772 година е избран и по-късно ръкоположен за велешки архиепископ. През март 1788 година е избран за кюстендилски и щипски митрополит.
Умира в 1802 година.